# Ommata poecila
Ommata poecila là một loài bọ cánh cứng trong họ Cerambycidae.